# به بازی ادامه بده
به بازی ادامه بده (به هندی: Bajatey Raho) و (به انگلیسی: Keep playing) در ایران با نام انتقام خانوادگی شناخته می‌شود، فیلمی هندی محصول سال ۲۰۱۳ و به کارگردانی شاشانت شاه است. در این فیلم بازیگرانی همچون توشار کاپور، دولی آلووالیا، رانویر شوری، راوی کیشان، وینای پاتاک، ویشاکا سینگ و مریم زکریا ایفای نقش کرده‌اند.